# Phyllobius jacobsoni
Phyllobius jacobsoni — вид долгоносиков-скосарей из подсемейства Entiminae.

## Описание
Жук длиной 6-8,5 мм. Оба пола отличаются окраской; самец жёлтый, самка селеновато-серая. Ноги и усики жёлтые. Головотрубка сверху более или менее плоская, спинка её не образует выпуклой дуги почти в 1/4 окружности, края почти параллельные, птеригии слабо развиты. Надкрылья в явственных волосках по всему диску, в задней трети надкрылий к волосковидным чешуйкам добавляется довольно значительное число ланцетовидных.